# Marumba gressitti
Marumba gressitti är en fjärilsart som beskrevs av Clark 1937. Marumba gressitti ingår i släktet Marumba och familjen svärmare. Inga underarter finns listade i Catalogue of Life.